# Gustav VI. Adolf
Gustav VI. Adolf (punim imenom Oskar Fredrik Vilhelm Olaf Gustaf Adolf; 11. studenog 1882. – 15. rujna 1973.) je bio kralj Švedske od 1950. godine do svoje smrti 1973. godine.

## Životopis
Bio je najstariji sin švedskog kralja Gustava V. i Viktorije Badenske. Rođen je u Stockholmu, a po rođenju je dobio naslov vojvode od Skånea.
Godine 1905. oženio je britansku princezu Margaretu od Connaughta, unuku britanske kraljice Viktorije. S njom je imao petero djece. Godine 1920., princeza Margareta je umrla u osmom mjesecu svoje šeste trudnoće od infekcije nastale operacijom.
Godine 1923. oženio je bivšu batenberšku princezu Ludoviku, rođakinju svoje prve supruge. Iz njihovog braka, koji je trajao sve do njene smrti 1965. godine, rođena je samo mrtvorođena djevojčica, ali brak je ipak bio vrlo sretan.

## Vladavina
Gustav VI. Adolf je naslijedio svoga oca nakon njegove smrti 1950. godine. U trenutku dolaska na prijestolje imao je 67 godina i bio je udovac po drugi put. Najstariji sin mu je već bio umro, pa mu je prijestolonasljednik bio unuk, Karlo Gustav.
Njegova vladavina je bila obilježena mijenjanjem švedskog ustava i osuvremenjivanjem švedske monarhije. Kralj je bio popularan u narodu zbog svoje opuštenosti i navike izbjegavanja pompe, što je zaslužno za očuvanje švedske monarhije.

## Interesi
Njegovi mnogobrojni i raznovrsni interesi, od kojih su najpoznatiji arheologija i botanika, učinili su ga poštovanim među stručnjacima. Zbog svoga rada na području botanike, između ostalog uzgajanja velike zbirke biljnih vrsta iz roda Rhododendron, primljen je u British Academy. Sudjelovao je u arheološkim ekspedicijama u Kini, Grčkoj i Italiji. U Rimu je osnovao i švedski institut.

## Smrt
Gustav VI. Adolf umro je u bolnici u Helsingborgu 1973. godine, u 90. godini života, nakon upale pluća. Na prijestolju ga je naslijedio 27-godišnji unuk, Karlo XVI. Gustav. Prekinuvši tradiciju sahranjivanja švedskih monarha u crkvi Riddarholmen, kralj je sahranjen na Kraljevskom groblju u parku Haga u Stockholmu.
| Prethodnik Gustav V. | Kralj Švedske 1950.-1973. | Nasljednik Karlo XVI. Gustav |